# IC 3445
IC 3445 ist eine elliptische Zwerggalaxie vom Hubble-Typ dE im Sternbild Jungfrau am Nordsternhimmel.
Das Objekt wurde am 10. Mai 1904 von Royal Harwood Frost entdeckt.